# جون إتش كريستي
جون إتش كريستي (بالإنجليزية: John H. Christie)‏ هو مهندس معماري أمريكي، ولد في 1878، وتوفي في 1960.

## معرض صور

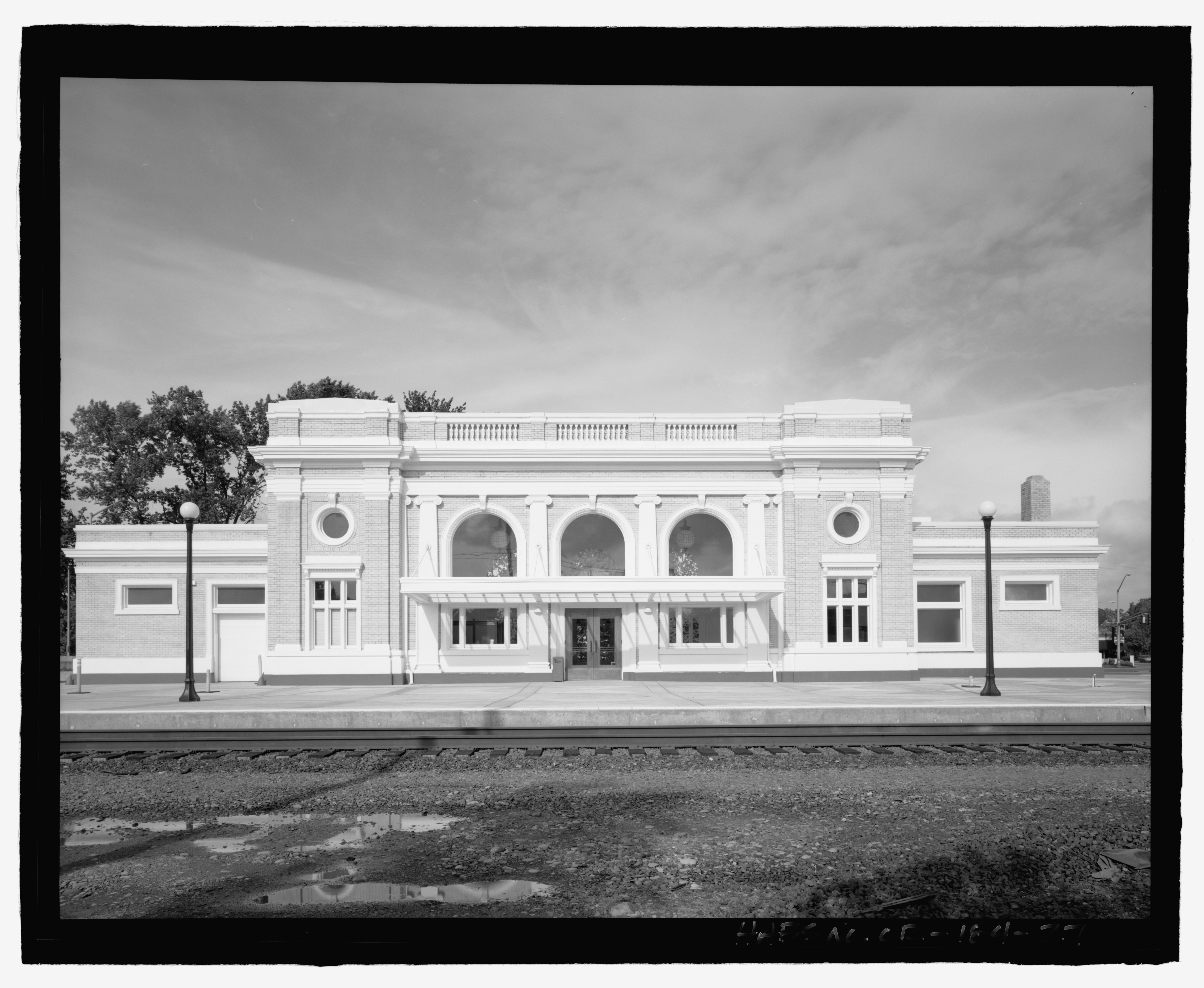
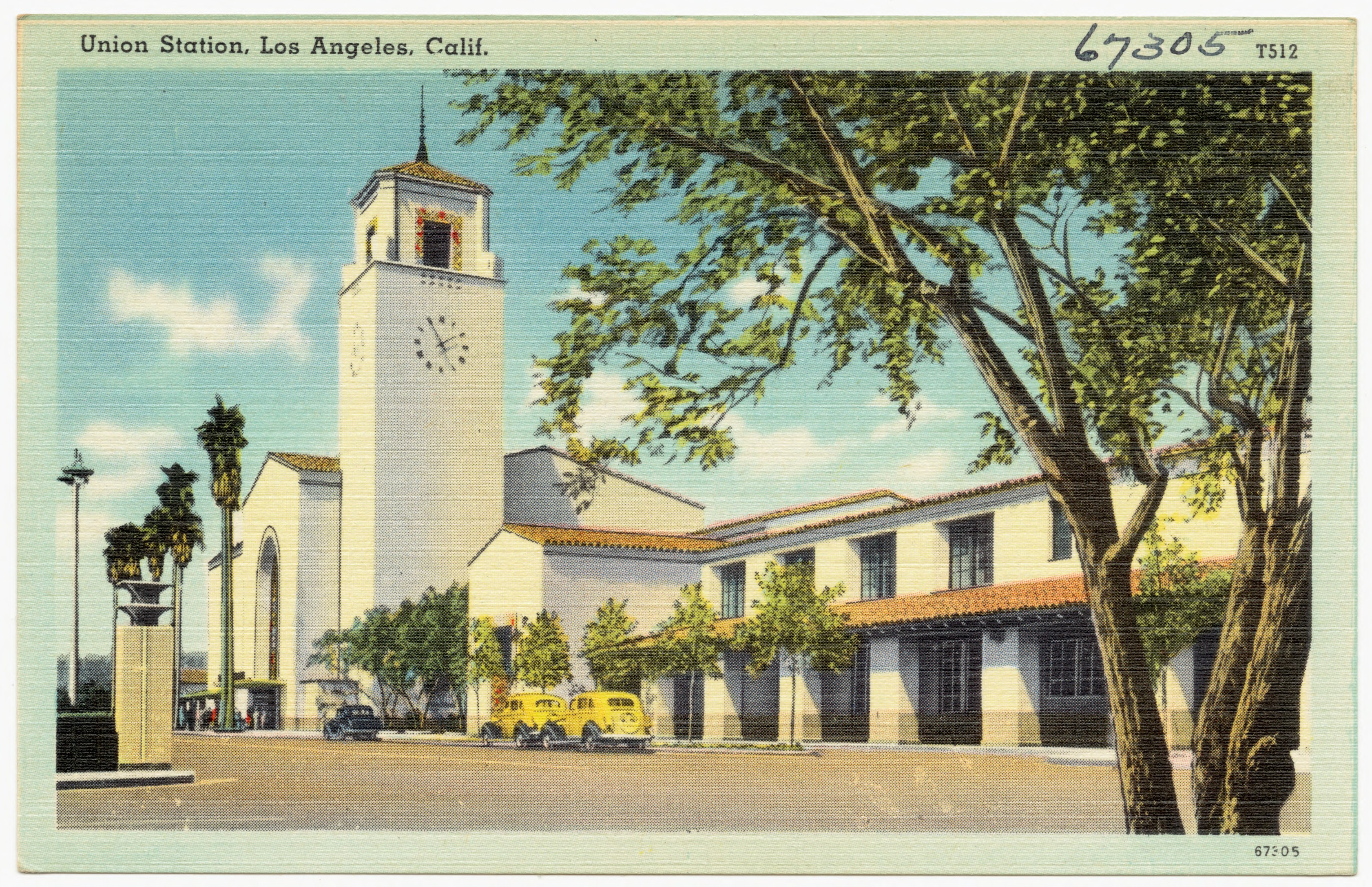
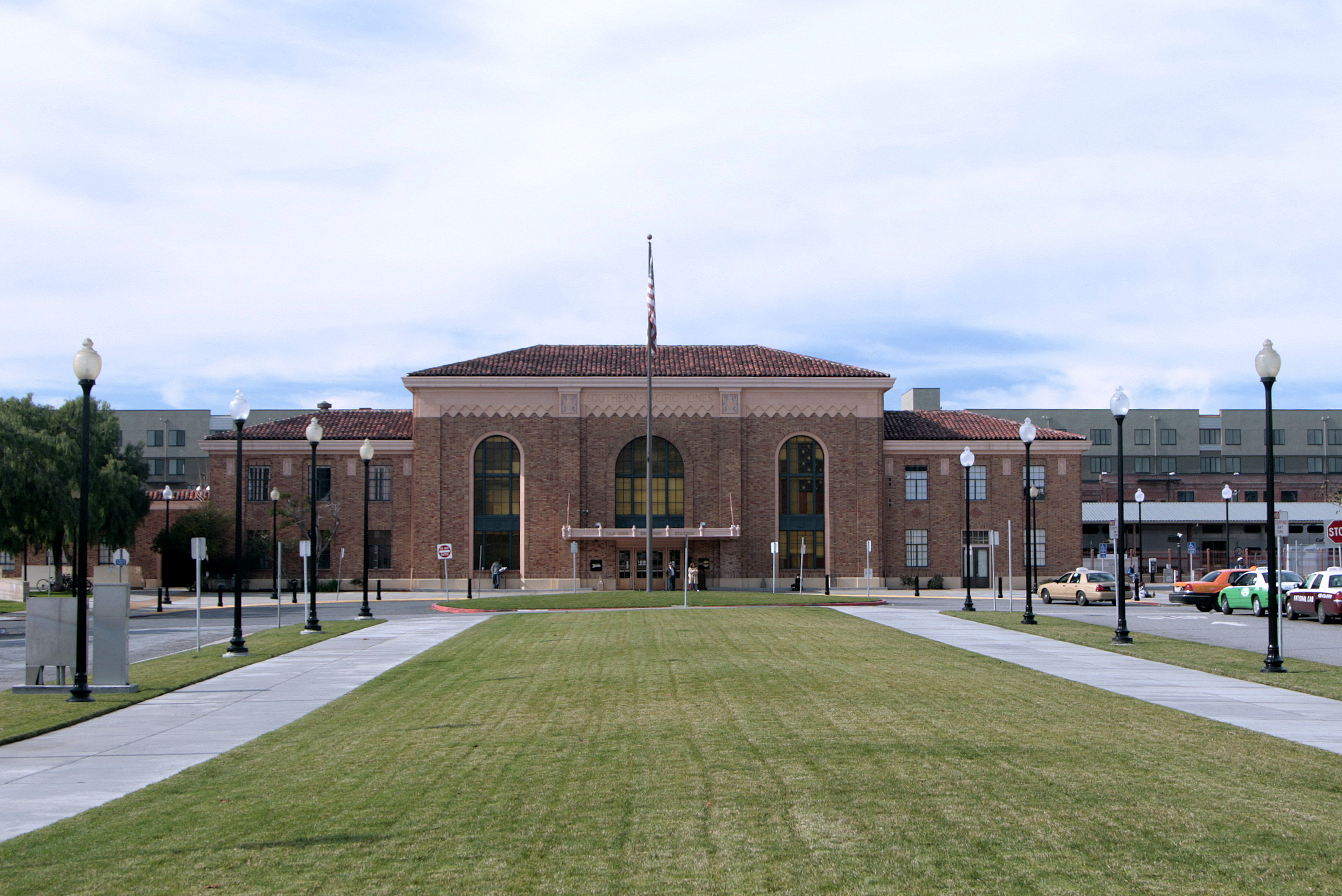
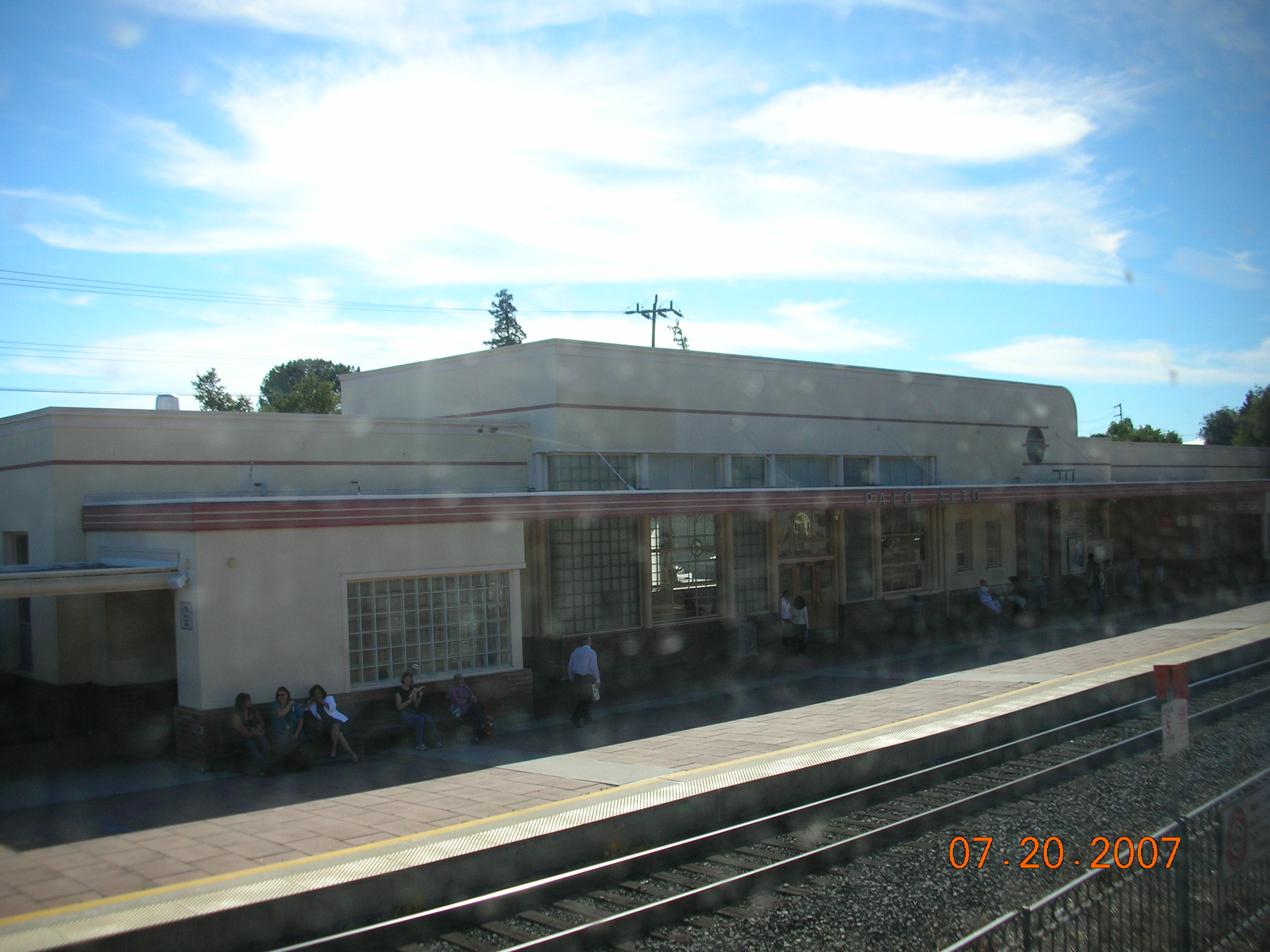